# One Minutes
One Minutes zijn korte filmpjes van exact zestig seconden, inclusief aftiteling. One Minutes worden wereldwijd verspreid door The One Minutes Foundation. Film is een hulpmiddel voor communicatie en expressie zonder culturele of taalkundige barrières. One Minutes omarmt dit door van video een toegankelijk medium te maken door slechts één beperking te bieden: tijd. Een minuut is een tijdsmaat die over de hele wereld wordt gebruikt en wordt gebruikt om de dag in delen op te delen. De vertrouwdheid en begrenzing in One Minutes prikkelt en daagt filmmakers uit in hun artistieke proces.

## Geschiedenis
De One Minutes Foundation is in 1998 opgericht door Jos Houweling, directeur van het Sandberg Instituut, Masters of Art and Design. Houweling werd gevraagd om één keer per maand een uur zendtijd op de lokale televisie in te vullen van middernacht tot 01.00 uur. Houweling boodt dit slot aan aan twee van zijn studenten, die vervolgens medestudenten en vrienden uitnodigden om het tijdslot te vullen met filmpjes van één minuut. Deze video's van 60 seconden lieten de eindeloze mogelijkheden van video zien. Met de toenemende toegankelijkheid van film door de uitvinding van camcorders, was video niet langer alleen voor professionals maar ppl voor het grote publiek. Samen met de opkomst van zelfgeproduceerde video's, breidde het uur om middernacht zich uit tot een wereldwijd platform, waarbij One Minutes werden vertoond op filmfestivals, kunstorganisaties en culturele instellingen. The One Minutes is sinds 2017 een onafhankelijke non-profitorganisatie.

## Actualiteit
Wereldwijd organiseren The One Minutes Foundation en partners tentoonstellingen, competities en tv-uitzendingen om One Minutes onder de aandacht te brengen. The One Minutes startte ook The One Minutes Jr. in 2002 met de Europese Culturele Stichting om One Minutes gemaakt door jongeren uit te brengen. Een van de activiteiten van The One Minutes is de organisatie van een jaarlijkse prijsuitreiking. Een onafhankelijke jury selecteert de genomineerden per categorie, de genomineerde One Minutes worden getoond en de winnaars ontvangen een Tommy Award, roem, glorie en zo mogelijk een financiële beloning.
De One Minutes Collection bestaat uit meer dan 17.000 videowerken van kunstenaars uit meer dan 120 landen. De collectie wordt bewaard door het Nederlands Instituut voor Beeld en Geluid en is online te doorzoeken.
In 2014 begon The One Minutes Foundation onder leiding van Julia van Mourik een nieuw gecureerd programma: The One Minutes Series waarin de perceptie en het begrip van het bewegende beeld centraal staan. The One Minutes publiceert elke twee maanden een serie samengesteld uit One Minute-films, waarbij een gastkunstenaar wordt uitgenodigd om een serie te cureren. Filminzendingen worden gezocht via een open oproep.
De One Minutes Series werden onder meer tentoongesteld in Art Museum of Nanjing University of the Arts (CN), Museum De Pont (NL), Power Station of Art (CN), National Gallery of Iceland in Reykjavík (IS) en Whitney Museum of American Art in New York (VS) en vertoond op onder meer Durban International Film Festival, International Documentary Film Festival Amsterdam, International Short Film Festival Oberhausen en Reykjavík International Film Festival.
In 2002 werd The One Minutes Jr. geïnitieerd door The One Minutes Foundation, deEuropese Culturele Stichting en UNICEF en organiseerde het workshops voor jongeren over de hele wereld. Alleen al in 2015 gingen ze naar Albanië, Azerbeidzjan, Cambodja, Kirgizië, Myanmar, de Filippijnen, Zuid-Soedan en Oekraïne.
1. ↑  Van Mourik, Julia. One Minute is Eternal. East China Normal University, p. 3 - 4.
2. ↑  Van Mourik, Julia. The One Minutes On Tour - Shanghai. Power Station of Art, p. 8.
3. 1 2  (en) The One Minutes Jr.. The One Minutes Jr.. Geraadpleegd op 30 maart 2023.
4. ↑  Zoeken Beeld en Geluid. zoeken.beeldengeluid.nl. Geraadpleegd op 30 maart 2023.
5. ↑  The One Minutes - A series by ikkibawiKrrr. theoneminutes.org. Geraadpleegd op 30 maart 2023.